# سه رنگ: قرمز
سه رنگ: قرمز (به فرانسوی: Trois Couleurs: Rouge) فیلمی فرانسوی به کارگردانی کریشتوف کیشلوفسکی محصول سال ۱۹۹۴ است. این فیلم آخرین بخش از سه‌گانهٔ معروف سه رنگ کیشلوفسکی (بعد از آبی و سفید) است. موسیقی متن مشهور فیلم ساختهٔ آهنگساز لهستانی، زبیگنیف پرایسنر است.
فیلم قرمز آخِرین فیلم از سه‌گانۀ سه رنگ کریستف کیشلوفسکی همچنین آخِرین فیلم او است که در سال ۱۹۹۴ ساخته شده است. فیلم قرمز نماد شعار برادری در انقلاب کبیر فرانسه و معادل رنگ قرمز پرچم فرانسه است.

## داستان
داستان فیلم «قرمز» شامل خرده‌روایت‌هایی دربارۀ آدم‌هایی است که زندگی‌شان ناخواسته به یکدیگر پیوند می‌خورد، داستانی دربارۀ یگانگی‌ها و شباهت‌ها، تفاوت‌ها و قضاوت‌هایی که به دلیل تنگ‌بودن گسترۀ نگاه‌مان قابل دفاع نیستند و زود رنگ می‌بازند. فیلم «قرمز» دربارۀ چند زندگی است: زندگی یک دختر جوان به نام والنتین و رابطۀ نه‌چندان گرمش با پسری که همواره از او دور است، زندگی پسر جوانی در همسایگی والنتین به نام اوگوست که درس قضاوت می‌خواند و رابطه‌اش با دختری که دوستش می‌دارد خیلی زود از بین می‌رود، و زندگی قاضی پیر و بازنشسته‌ای که با استراق سمع مکالمات تلفنی همسایگانش می‌کوشد برخلاف دوران قضاوتش در دادگاه، با شنیدن تمامی‌واقعیت قضاوت‌هایی منصفانه‌تر داشته باشد.

## جوایز و افتخارات
«قرمز» پرافتخارترین و ستایش‌شده‌ترین فیلم کیشلوفسکی است که نامش در بسیاری از فهرست‌های معتبر بهترین فیلم‌های تاریخ سینما دیده می‌شود.
سه نامزدی اسکار، نامزدی بهترین فیلم خارجی گلدن گلوب، چهار نامزدی بفتا، نامزدی نخل طلای کن، هفت نامزدی جایزۀ سزار و دریافت یکی از آن‌ها (بهترین موسیقی متن فیلم برای زبیگنف پرایزنر) از جملۀ افتخارات فیلم «قرمز» در محافل سینمایی بوده‌اند.